# ۲۱۸ (قمری)
۲۱۸ (قمری)، دویست و هجدهمین سال در گاهشماری هجری قمری است. اول محرم این سال برابر با سی و یکم ژانویه سال ۸۳۳ میلادی است.

## درگذشتگان
- مأمون عباسی : هفتمین خلیفه عباسی .